# Vorarlberger Illwerke
Die Vorarlberger Illwerke AG war ein österreichisches Energieunternehmen mit Sitz in Bregenz. Mehrheitseigentümer war mit einem Aktienanteil von 95,5 % das Land Vorarlberg. Am 2. Juli 2019 wurden die Vorarlberger Illwerke AG und die Vorarlberger Kraftwerke AG in der illwerke vkw AG verschmolzen.

## Kraftwerke
Die Illwerke errichteten im Montafon zehn Wasserkraftwerke, mit denen Spitzenlast-Energie für den nationalen und internationalen Strommarkt erzeugt wird. Wasser der Silvretta und umliegender Gebiete wird in einem weit verzweigten System aus Stollen, Rohren, Kanälen und Stauseen zu mehreren Speicherkraftwerken geleitet. Der dort erzeugte Strom wird in das europäische Stromnetz eingespeist und großteils an die Energie Baden-Württemberg AG verkauft.
Die sichtbarsten Komponenten des Wasserkraftsystems bilden die vier großen Stauseen: Um 1930 begannen die Illwerke den Bau des Vermuntstausees, später folgten noch der Silvrettastausee auf der Bielerhöhe (Fertigstellung 1951), der Lünersee (1959) und der Kopssee (1969).
- Vermuntwerk (1926 Baubeginn, 1931 Inbetriebnahme)[2]
- Obervermuntwerk (1938 Baubeginn, 1943 provisorische Inbetriebnahme)
- Silvretta-Stausee (1938 Baubeginn, 1943 erster Teilstau; 1950 erster Vollstau)
- Rodundwerk I mit Zwischenstufe Latschau (1938 Baubeginn, 1943–1952 stufenweise Inbetriebnahme)
- Latschauwerk (1938 Baubeginn, 1950 Inbetriebnahme)
- Lünerseewerk (1954 Baubeginn, 1958 Inbetriebnahme)
- Kopswerk I mit Rifawerk (1961 Baubeginn, 1969 Inbetriebnahme)
- Rodundwerk II (1976 Inbetriebnahme)
- Walgauwerk (1980 Baubeginn, 1985 Inbetriebnahme)
- Kopswerk II (2004 Baubeginn, 2009 Inbetriebnahme)
- Rellswerk (2014 Baubeginn, 2018 Inbetriebnahme)
- Obervermuntwerk II (2014 Baubeginn, 2019 Inbetriebnahme)

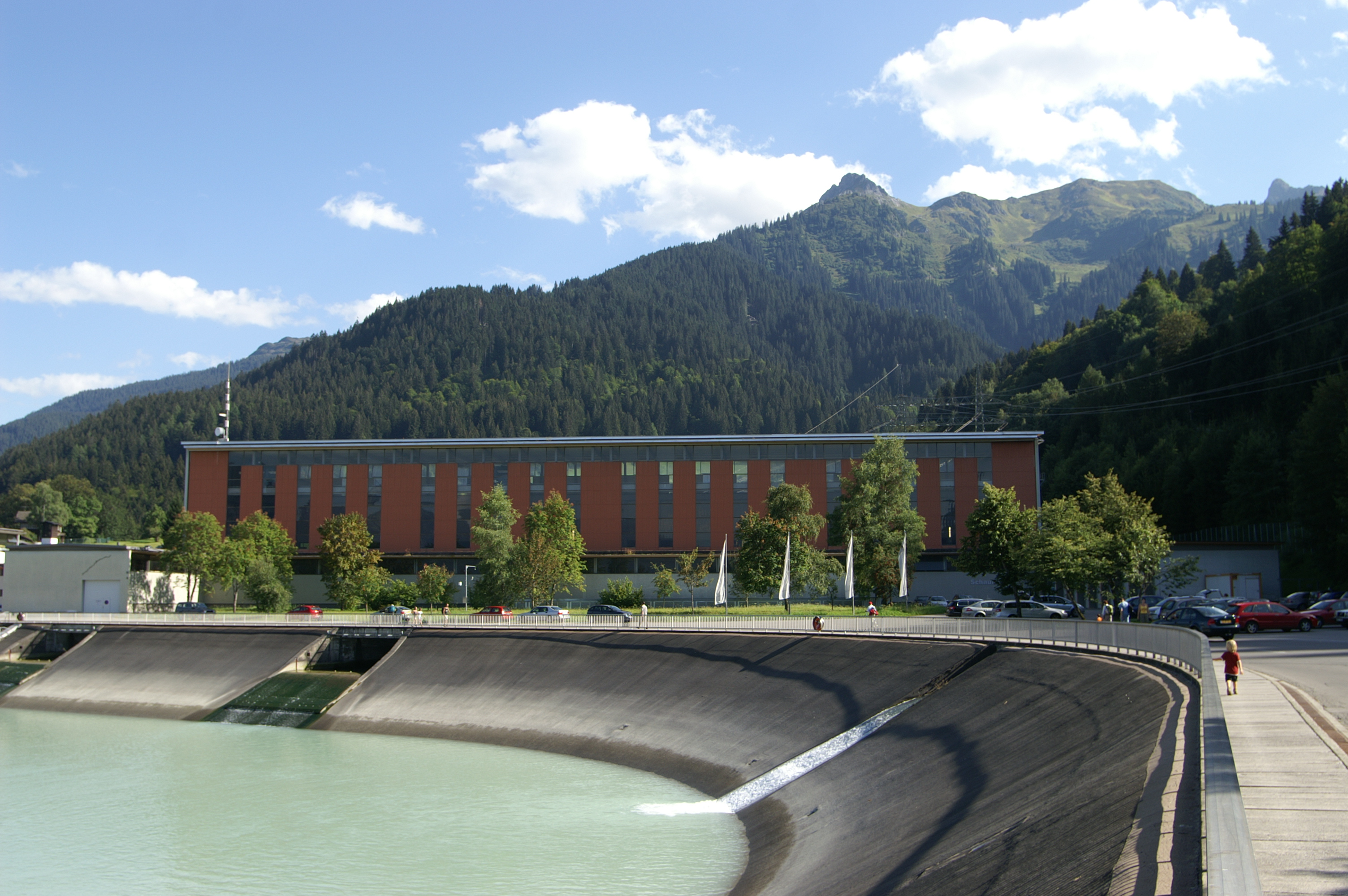
Speichersee Latschau

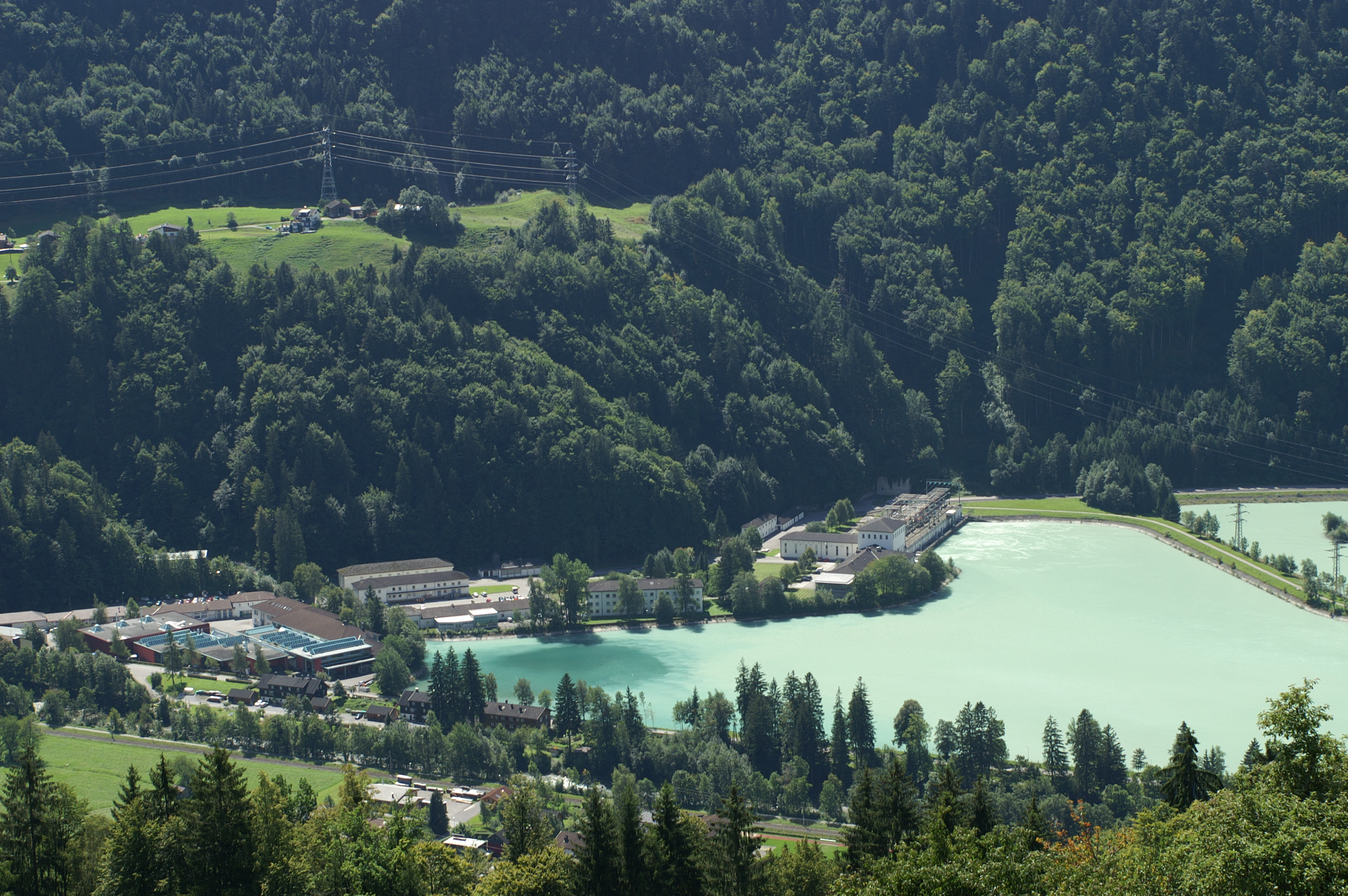
KW Rodund I+II bei Vandans

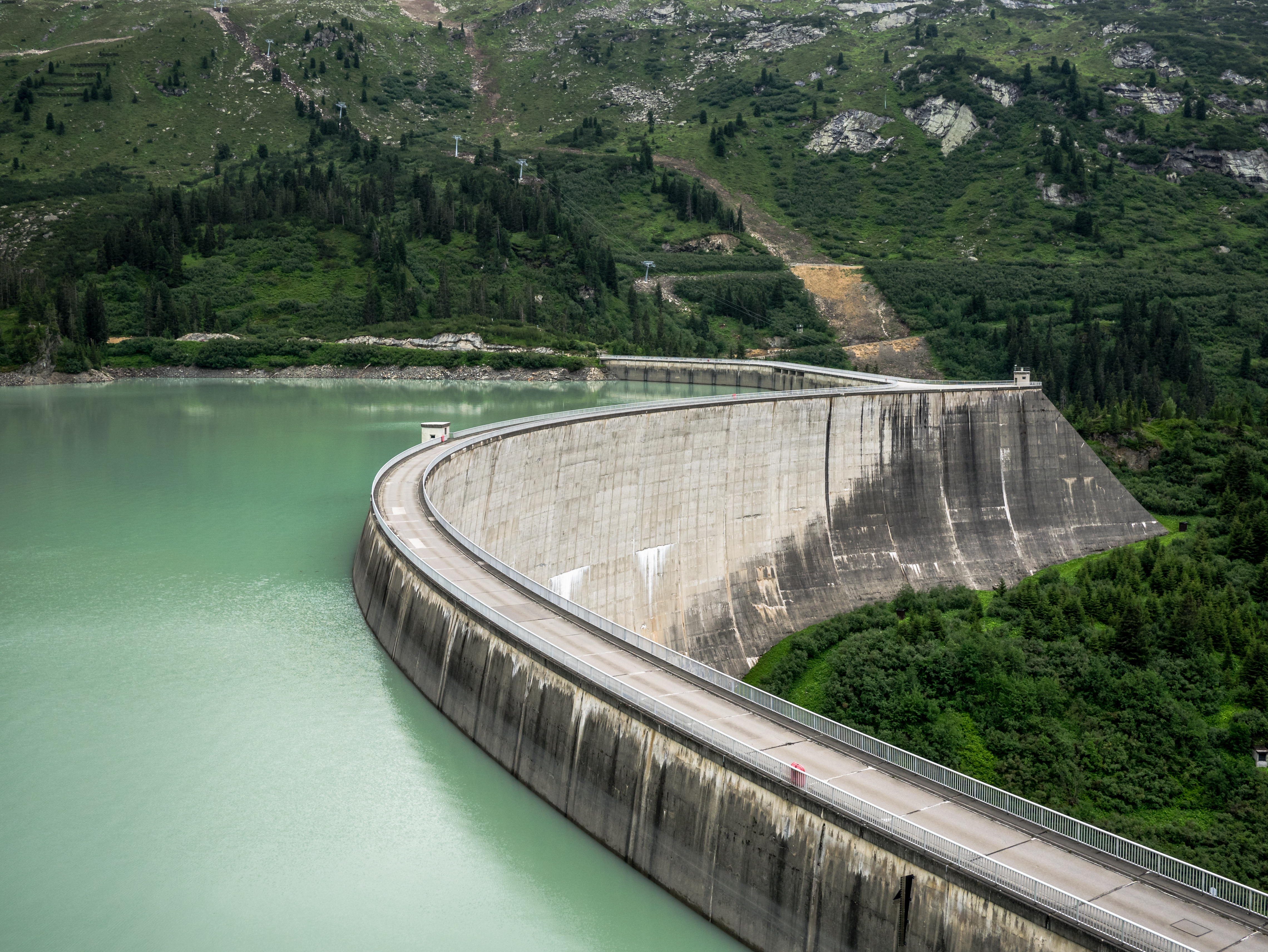
Der Kopssee

## Geschichte

### Gründung 1924

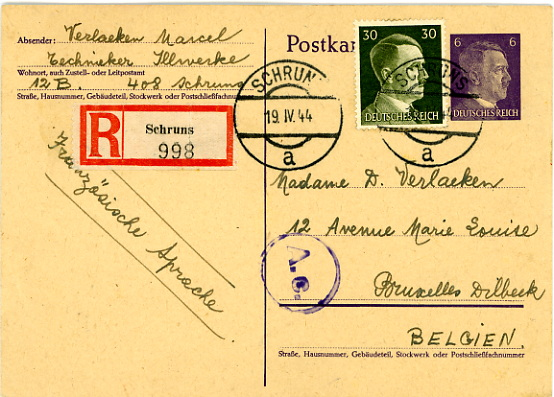
Postkarte vom April 1944 von einem bei den Illwerken als „Technieker“ eingesetzten Zwangsarbeiter aus Belgien

Bereits 1895 wurde in Schruns das erste Elektrizitätswerk im Montafon in Betrieb genommen und 1901 wurde auch an der Ill in Lorüns Strom erzeugt.
Die Firma Getzner baute 1896/97 ein Elektrizitätswerk an der Meng für den Spinnereibetrieb in Nenzing. 1917/18 wurden angesichts des zu erwartenden Kriegsendes alternative Energiequellen zur Kohle gesucht. Der Bregenzer Dekan Barnabas Fink, den der Vorarlberger Landtag 1917 zum Referenten für den Ausbau der Nutzung der Wasserkraft gewählt hatte, ließ dazu ein Wasserkraftkataster anlegen.
Mit der Unterzeichnung des Vertrages erfolgte am 5. November 1924 die Gründung der Vorarlberger Illwerke Ges.m.b.H. und 1926 begannen die Erschließungs- und Bauarbeiten. Zum Transport der gewonnenen elektrischen Energie ins Ruhrgebiet wurde zeitgleich die Nord-Süd-Leitung (Rheinlandleitung) errichtet. Die anfangs für 220 kV ausgelegte Freileitung verbindet die Umspannwerke Bürs und Brauweiler bei Köln und war 1929 fertiggestellt.
1926 wurde der Landesvertrag 1926 unterzeichnet von der Großkraftwerk Württemberg AG (GROWAG), dem Bezirksverband Oberschwäbische Elektrizitätswerke (OEW), dem Land Vorarlberg (VKW) und den Illwerken (VIW).
Am 20. Dezember 1927 wurde die Geschäftsform in eine Aktiengesellschaft umgewandelt und es entstand die Vorarlberger Illwerke Aktiengesellschaft. Die Aufgabenstellung war der Ausbau der Wasserkraft im Einzugsbereich der Ill. Aktionäre waren: GROWAG, OEW, das Land Württemberg, die Württembergische Sammelschienen AG (WÜSAG) und das Land Vorarlberg.

### Ausbau der Anlagen ab 1938
Nach der Inbetriebnahme des Vermuntstausees und dem „Anschluss“ Österreichs 1938 förderte das Deutsche Reich den weiteren Ausbau: Die Energiereserven (Wasserkraft) Österreichs waren für das Dritte Reich von großer Bedeutung. Die neuen Machthaber trieben den Ausbau der Kraftwerke auch in Vorarlberg voran. Die Großbaustellen beanspruchten eine beträchtliche Zahl an Arbeitern, so dass deutsche und heimische Baufirmen zusätzlich Kriegsgefangene und Zwangsarbeiter auf den Baustellen beschäftigten.
So waren auf den Illwerkebaustellen im Oktober 1940 bereits 1410 „freie deutsche Angestellte und Arbeiter“, 172 Wachmannschaften, 1728 „Fremdarbeiter“ und 1590 Kriegsgefangene unter unmenschlichen Bedingungen beschäftigt. Aufgrund der Kriegswichtigkeit der Illwerke als Erzeuger von Spitzenstrom bei Engpässen in einem vor Bombenangriffen relativ sicheren Gebiet wurden große Summen in neue Anlagen investiert. Während der NS-Zeit konnten die Illwerke die Stromerzeugung um 243 % steigern, was hauptsächlich auf den Bau der 1943 provisorisch in Betrieb genommenen Werke Rodundwerk I, Obervermuntwerk und Silvrettastausee (Teilstau) und dem Ausbau bestehender Anlagen zurückzuführen ist. Das Latschauwerk war bis Kriegsende nicht fertiggestellt.
1945 wurde vom Gauleiter von Tirol und Reichsverteidigungskommissar Franz Hofer angeordnet, die Anlagen der Illwerke in Partenen und auf Vermunt gegen die vorrückenden Franzosen zu verteidigen oder gleich zu zerstören. Der Widerstandsgruppe von Partenen unter der Leitung des Illwerke-Ingenieurs Romed Boss gelang es in der Nacht vom 30. April auf den 1. Mai, die Soldaten zu entwaffnen und zu verhaften. Die Sprengkapseln wurden dabei unschädlich gemacht und die Munition der Fliegerabwehr im Vermuntstausee versenkt.
Im Bezirk Bludenz (Lager Rungelin und Bings) befanden sich im Juni 1946 noch 182 politische Häftlinge. Auch beim Kraftwerk Rodund waren 80 ehemalige Nationalsozialisten unfreiwillig beschäftigt.
Im Jahr 1947 gingen durch das 2. Verstaatlichungsgesetz 90 % des damaligen deutschen Aktienbesitzes an die Republik Österreich und das Land Vorarlberg.

### Nachkriegszeit
In den Jahren 1949 bis 1952 wurden zahlreiche Werkswohnungen in Gantschier und später auf Latschau erbaut.
Der Illwerke-Vertrag 1952 wurde durch die veränderten politischen Verhältnisse nach dem Krieg erforderlich. Es erfolgte eine Neuregelung der vertraglichen Beziehungen zu den deutschen Stromabnehmern.
Der Bau des Lünerseewerks konnte erst nach der Gewährung eines Kredits der Internationalen Bank für Wiederaufbau und Entwicklung in Washington D.C. (Weltbank) in den Jahren 1954/55 begonnen werden. Der General-Direktor der Illwerke, Anton Ammann, wurde im September 1954 zum Schrunser Ehrenbürger ernannt.
In den Jahren 1960 bis 1985 wurden die Kraftwerke Kops 1 (Kavernenkraftwerk), Rodundwerk 2 (Pumpspeicherkraftwerk) und Walgauwerk (Laufkraftwerk) gebaut und in Betrieb genommen.
Mit der Änderung des 2. Verstaatlichungsgesetzes im Jahr 1987 gab es für die Illwerke mehrere Sonderregelungen: Die RWE schied 1988 als Vertragspartner aus, sodass die Österreichische Elektrizitätswirtschafts-AG (Verbund) sowie die Länder Vorarlberg und Tirol die Rechte und Pflichten übernahmen.

### Unternehmungen im liberalisierten Strommarkt
Bis zum November 1995 hielten die Republik Österreich und das Land Vorarlberg zusammen 95,5 % der Aktien (der Bund 70,1618 %, das Land 25,3382 %). Im November 1995 kaufte das Land Vorarlberg das Aktienpaket des Bundes.
Im Jahr 2001 übernahmen im Zuge der Liberalisierung des Elektrizitätsmarktes die Vorarlberger Illwerke vom Land Vorarlberg dessen Aktienanteile von über 97 % an den Vorarlberger Kraftwerken (VKW). Die beiden Unternehmen traten ab 2007 unter illwerke vkw auf. Ihren Hauptsitz hatte die Gesellschaft in Bregenz, die Zentrale für die Führung und Verwaltung der Illwerke-Kraftwerksanlagen sowie das Engineering war in Rodund im Illwerke Zentrum Montafon (IZM) situiert.
Im Jahr 2004 wurde der Bau des größten Kavernen-Pumpspeicherkraftwerks der Welt, Kopswerk 2, in Angriff genommen. Im September 2008 wurde die erste Maschine in Probebetrieb genommen, im Mai 2009 fand die offizielle Eröffnung statt. Das Kraftwerk wurde komplett in den Fels gebaut und von außen ist lediglich das Eingangsbauwerk erkennbar.
Am 2. Juli 2019 erfolgte nach einem Beschluss bei der Hauptversammlung (13. Juni 2019) der rechtliche Zusammenschluss der Vorarlberger Illwerke AG und der Vorarlberger Kraftwerke AG zur illwerke vkw AG. Mit dem Eintrag ins Firmenbuch wurde die Verschmelzung am 2. Juli 2019 rechtswirksam.

## Tourismusaktivitäten der Vorarlberger Illwerke AG

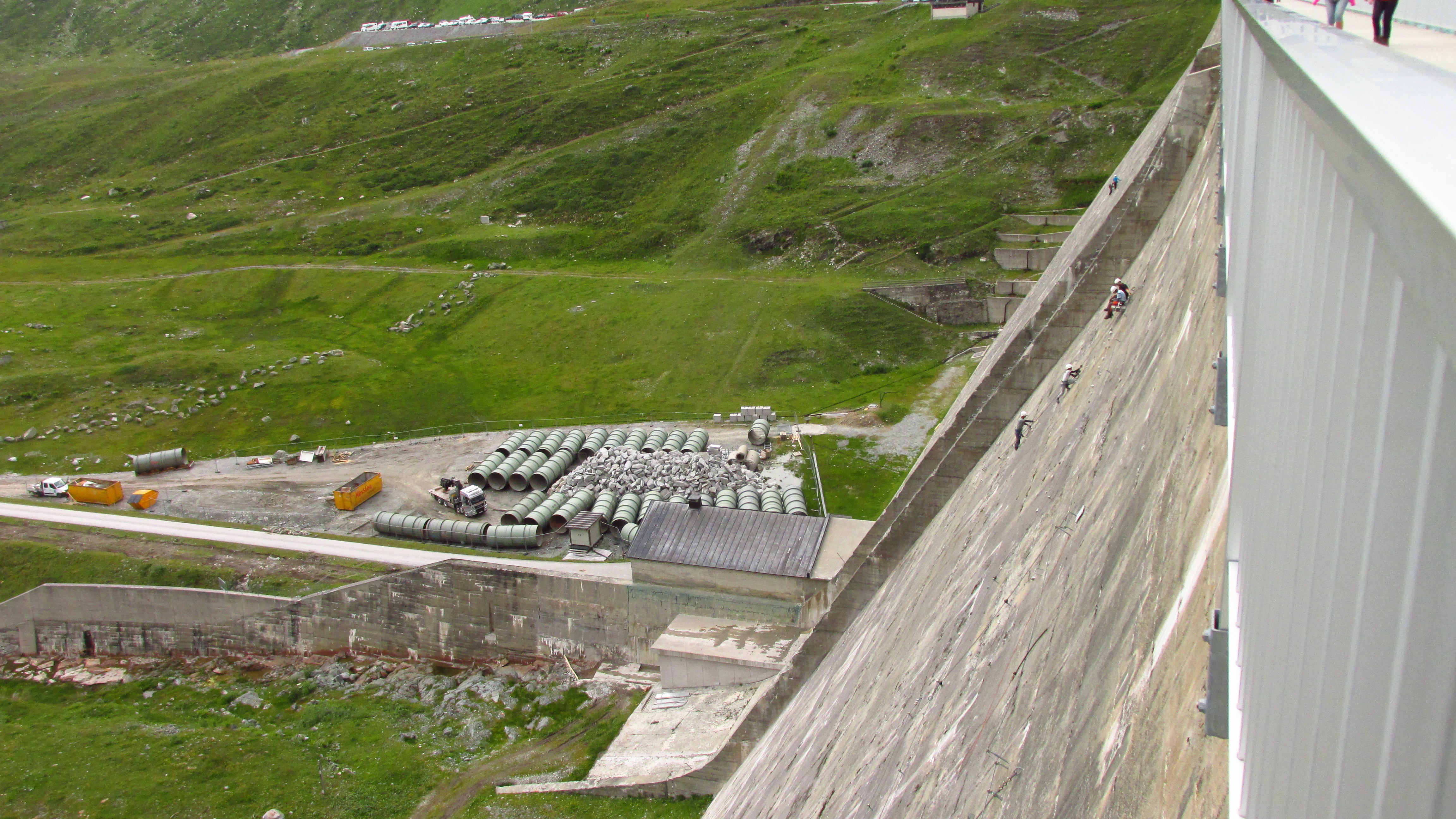
Klettersteig an der etwa 55 m hohen Luftseite der Hauptstaumauer des Silvrettasees

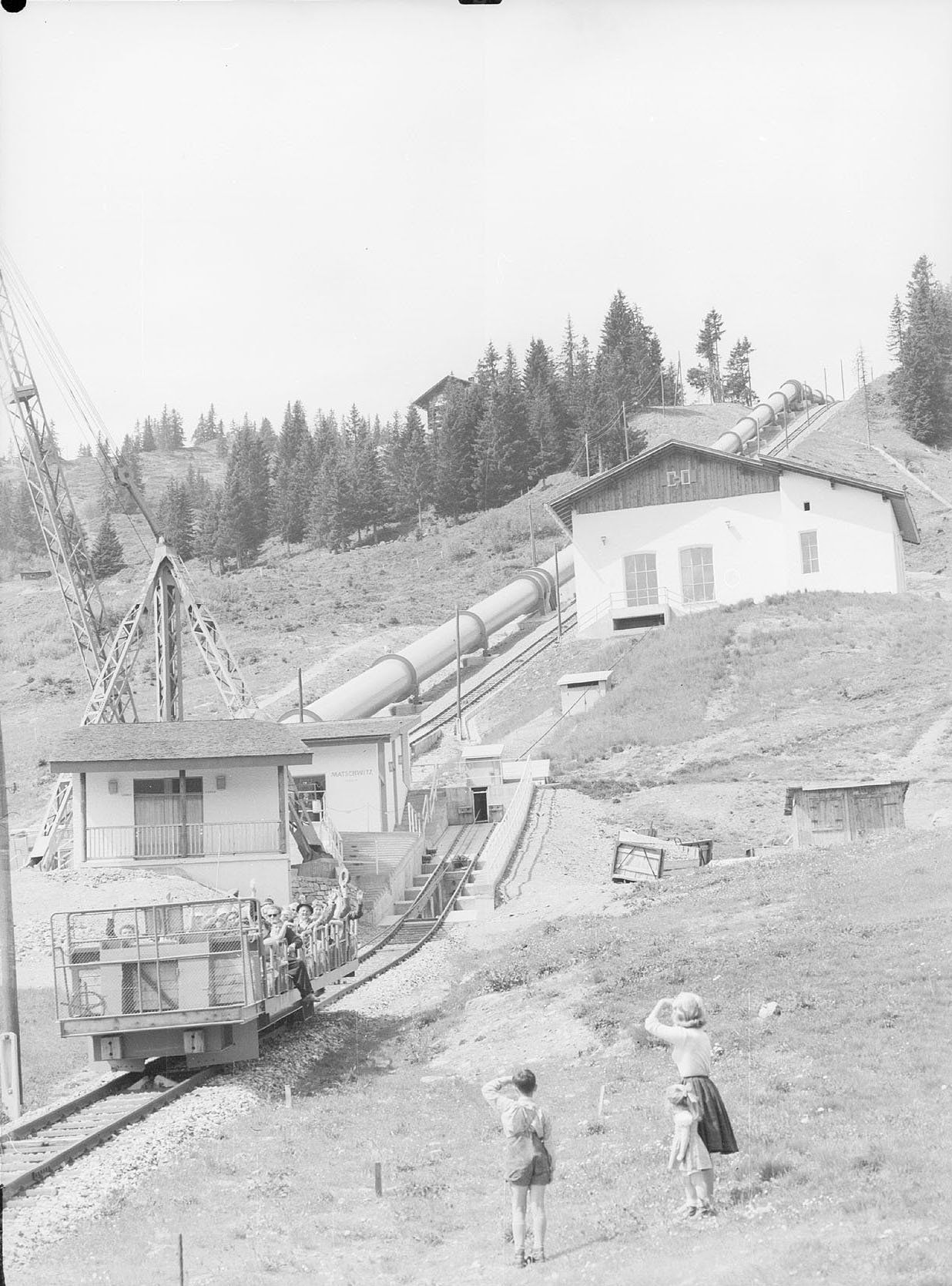
Golmerbahn, Mittelstation Matschwitz (um 1960)

Ursprünglich reine Kraftwerksbetreiber, waren die Illwerke von der touristischen Anziehungskraft der Anlagen selbst überrascht. Sie entwickelten sich zu einem der wichtigsten tourismus- und freizeitwirtschaftlichen Betreiber des südlichen Vorarlbergs und gründeten die Golm Silvretta Lünersee Tourismus GmbH.
Den Kern der Nebennutzung bildet die Silvretta-Hochalpenstraße, ursprünglich als reine Baustraße konzipiert, wurde sie 1954 als Mautstraße dem öffentlichen Verkehr freigegeben. Sie spielt als Alternative zum Arlbergpass als Transitroute keine Rolle, ist im Winter grundsätzlich gesperrt und nicht geräumt, und während der Öffnungszeiten eine typische Hochgebirgs-Aussichtstraße. Auch die Bahnstrecke Tschagguns–Partenen wurde von den Kriegsjahren bis 1953 für den öffentlichen Nahverkehr in das Hochmontafon betrieben.
Die Stauseen des Unternehmens sind durchwegs reizvolle Ausflugsziele der Gegend und Fischrevier.
Golm Silvretta Lünersee Tourismus betreibt auch das Skigebiet am Golm mit der in drei Sektionen gegliederten Einseil-Umlaufbahn Golm (8er-Gondelkabinen), die auch die Zubringerfunktion ins eigentliche Skigebiet übernimmt, sowie den weiteren Sesseliftanlagen Rätikonbahn (6er-Sessellift), Grüneck (4er-Sessellift), Außergolm (4er-Sessellift) sowie der Hüttenkopfbahn (6er-Sessellift) mit integrierter Photovoltaikanlage.
Ein kleines Skigebiet befindet sich auf der Bieler Höhe, das aber durch Shuttlebusdienste über weitläufige Abfahrten verfügt und auch gute Skitoureninfrastruktur bietet.  Bis zur Inbetriebnahme des Obervermuntwerkes II fror der Silvrettasee im Winter stets komplett zu, so dass Loipen auf diesem angelegt wurden.
Weiters wurde in Latschau eine Alpine-Coaster-Anlage (zweisitzige Schlitten auf Edelstahlschienentrasse) nach Vandans gebaut, weiters noch der Kletterpark Latschau sowie eine Flying-Fox-Anlage – ca. 800 m Flug vom Waldseilpark Latschau zur Bergstation des AlpinCoasters – errichtet. Dadurch wurde das Freizeitangebot speziell für junge, aktive Urlaubsgäste ganzjährig im Montafon wesentlich verbessert.
An der Vermuntbahn in Partenen wurden mit der Europatreppe 4000, dem Wasser-Erlebnisstollen Vermunt auf der Bergstation Trominier, den Ausstellungen im Verschnausastollen und im Vallülasaal  („Energie Raum“) in Partenen und dem Technikmuseum Alte Sperrkammer Trominier eine Reihe von Attraktionen geschaffen. Weiterhin betreiben die Illwerke für technisch Interessierte einen „Schauraum“ im Lünerseewerk. In neuerer Zeit wurden an der Hauptstaumauer des Silvrettasees Klettergärten und -steige angebracht.
Die Tafamuntbahn diente den Illwerken ursprünglich als reine innerbetriebliche Material- und Personenseilbahn für die Kopswerke. Sie ist inzwischen für die öffentliche Personenbeförderung umgebaut worden, steht aber weiterhin auch für betriebliche Lastentransporte bereit.
Als gastronomische Einrichtungen stehen im Sommer das Restaurant Silvrettasee und das Silvrettahaus auf der Bielerhöhe (auf ca. 2000 m Höhe) am Silvrettastausee, das Madlenerhaus unterhalb der Silvrettasee-Staumauer (zuerst Alpenvereinshütte, dann von den Illwerken zunächst als Baustellenunterkunft für das Obervermuntwerk II gekauft und seit dessen Fertigstellung von diesen wieder als Unterkunft für Wanderer und Bergsteiger betrieben), die Douglasshütte (mit Unterkunftsmöglichkeit und werkseigener Seilbahn) am Lünersee, sowie im Winter das Restaurant Grüneck mit Sonnenterrasse, Wintergarten, Panoramarestaurant sowie einer Skibar mitten im Golmer Skigebiet zur Verfügung.
Die Illwerke betrieben auch das Ausflugs-Motorboot Silvretta auf dem Silvrettasee, bis es 2011 nach einem Motorschaden stillgelegt wurde.
Wie auch andere große Kraftwerksbetreiber des Alpenraums, waren die Illwerke auch besonders um Naturschutz und Landschaftspflege bemüht, um die Wirkung der technischen Anlagen auch als tourismuswirtschaftlicher Motor der Region zu fördern. So wurden die jüngeren Projekte – touristische wie kraftwerkstechnische – zunehmend mit möglichst geringem Landschaftsverbrauch und in Abstimmung mit den örtlichen Interessen umgesetzt.

## Sonstiges
Im Januar 2015 gründeten die Vorarlberger Illwerke AG und die Vorarlberger Kraftwerke AG zusammen mit neun anderen Vorarlberger Unternehmen das „Klimaneutralitätsbündnis 2025“ mit dem Ziel, ihre gesamten Aktivitäten bis zum Jahr 2025 zu 100 % klimaneutral zu gestalten.